# براندون كول
براندون كول (بالإنجليزية: Brandon Call)‏ مواليد 17 نوفمبر 1976 في توررانسي، هو ممثل أمريكي بدأ مسيرته الفنية سنة 1984.

## الأعمال

### أفلام
- غضب الأعمى

### مسلسلات
- سيمون وسيمون
- سانتا باربرا
- ماجنوم بي آي
- ويبستر
- بيواتش
- خطوة بخطوة

## روابط خارجية
- براندون كول على موقع IMDb (الإنجليزية)
- براندون كول على موقع روتن توميتوز (الإنجليزية)
- براندون كول على موقع ألو سيني (الفرنسية)
- براندون كول على موقع أول موفي (الإنجليزية)
- براندون كول على موقع قاعدة بيانات الأفلام السويدية (السويدية)
- براندون كول على موقع إن إن دي بي (الإنجليزية)
- براندون كول على موقع قاعدة بيانات الفيلم (الإنجليزية)
- براندون كول على موقع كينوبويسك (الروسية)